# Härjedalen
Pour les articles homonymes, voir Härjedalen (homonymie).
Le Härjedalen  (Herdalia en latin et Herdalie francisé), est une des 25 provinces historiques de Suède. C'est également le nom d'une commune (dont les frontières ne correspondent cependant pas entièrement à celles de la province). Le Härjedalen forme, avec la province de Jämtland au nord, le comté de Jämtland. Härjedalen est la moins peuplée des provinces de Suède.

## Histoire
Ancienne province norvégienne, le Härjedalen fut cédé à la Suède par le traité de Brömsebro en 1645 avec les provinces de Jämtland, de Gotland et de Halland (les deux dernière appartenant alors au Danemark).

## Nature

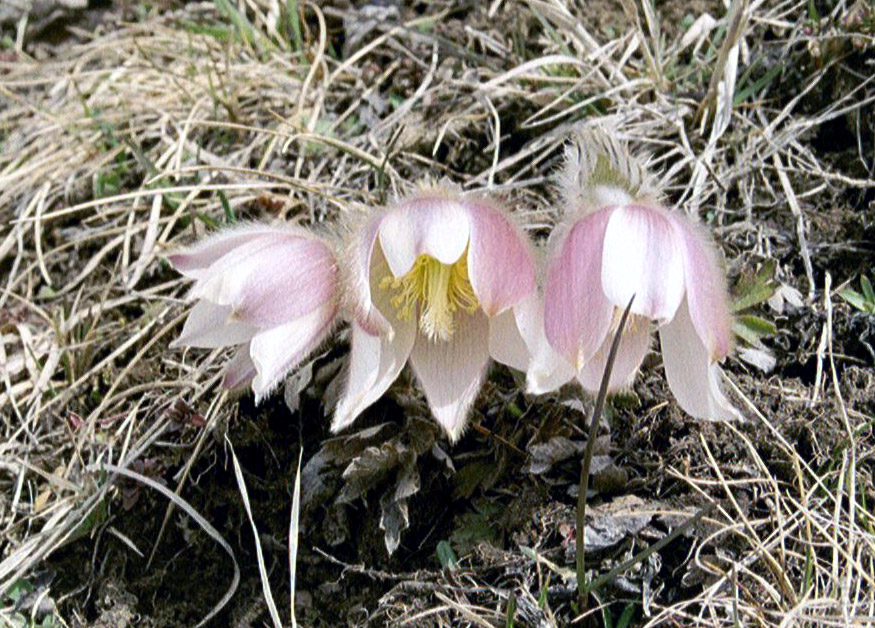
Violette arctique, fleur de la province de Härjedalen

Traversé par les Alpes scandinaves (Scandes), les quatre cinquièmes de la province se situent à plus 500 mètres d'altitude. Le point culminant, le Helagsfjället monte jusqu'à 1 796 m.